# No Mercy, No Fear

No Mercy, No Fear.

No Mercy, No Fear é a segunda mixtape produzida por 50 Cent e G-Unit. Foi gravada após um acordo de 1 milhões de dólares com as gravadoras Aftermath Entertainment e Shady Records, após lançar em 2002 o álbum de compilação Guess Who's Back?. O principal single da mixtape é "Wanksta", o qual também fez parte da trilha sonora do filme 8 Mile e posteriormente como uma faixa bônus do primeiro álbum comercial lançado, Get Rich or Die Tryin'.
Também contém samples do som "Victory", de Puff Daddy. A mixtape foi ranqueada como #5 das melhores mixtapes de todos os tempos pela XXL's Top 20 Mixtapes.

## Lista de músicas
1. "MTV Intro" - 2:50
2. "Green Lantern" - 3:03
3. "Elementary" - 3:29
4. "Fat B***h" - 2:50
5. "Banks Victory" - 1:35       Victory - Puff Daddy f/ Notorious B.I.G.
6. "Back Seat/Tony Yayo" - 3:37             LL Cool J - I Shot Ya
7. "After My Chedda" - 3:28
8. "Soldier" - 2:04                             Eminem - Soldier
9. "E.M.S." - 1:42                              Hi-Tek f/ Talib Kweli - The Blast
10. "G-Unit Skit" - 3:41
11. "Say What You Want" - 1:19                   Nas - What Goes Around (Poison)
12. "Clue S**t" - 0:52
13. "Funk Flex" - 3:41
14. "Whoo Kid" - 4:03
15. "Find That Nigga" - 2:45
16. "Part 2 & Bum Heads" - 3:43                  Puff Daddy - I Need A Girl
17. "G-Unit/U.T.P." - 1:35
18. "Wanksta" - 3:39
19. "Star & Buc Outro" - 2:42